# Абдуллина, Лира Султановна
Ли́ра Султа́новна Абду́ллина (26 января 1936, Кушнаренково, Башкирская АССР — 15 июня 1987, Старый Оскол, Белгородская область) — советская российская поэтесса и журналистка.
«А жизнь — это только отрезок пути от первой строки до последней…» (Лира Абдуллина)
«Это действительно, прежде всего, стихи женщины — что так редко в наше время. Многие поэтессы пишут, как мужчины, и манерой своей и даже образом мыслей. А у Лиры Абдуллиной в стихах и милосердие, и свет истинной женской души». (Виктор Астафьев)

## Биография
Лира Султановна Абдуллина родилась 26 января 1936 года в селе Кушнаренково Башкирской АССР. Родители были преподавателями педагогического техникума. В 5 лет она осталась без отца (он погиб на фронте в 1941 г.). В 13 лет осталась без матери — с двумя младшими братишками на руках.
Окончив среднюю школу, переехала в Уфу, работала библиотекарем, а затем — до конца 50-х — в уфимских газетах. 
В 1964 году Лира получила диплом об окончании Литературного института им. А. М. Горького в Москве и уехала в Норильск, где с 1964 по 1967 год работала редактором на норильской телестудии. В 1967 году Лира, уже сложившийся поэт, приезжает в г. Красноярск-26 (ныне Железногорск) за своим мужем — талантливым поэтом Владимиром Нешумовым. Молодая пара становится одним из неофициальных центров литературной жизни этого города.
Но уже через несколько лет у супругов начались неприятности. Владимира уволили с работы за приверженность к творчеству «запрещённых» авторов: бардов 60-х: Галича, Высоцкого, поэтов и писателей: Марины Цветаевой, Фёдора Раскольникова, Александра Солженицына. Обстановка вокруг обоих литераторов накаляется, становится нестерпимой, Лиру и её мужа буквально вынуждают покинуть «режимный» город. В 1969 году, после участия в 5-м Всесоюзном совещании молодых писателей в г. Москве, супружеская чета переезжает сначала в Михайлов, затем в посёлок Октябрьский Рязанской области, но задерживается там ненадолго, уезжает в Старый Оскол Белгородской области.
В 1986 году по рекомендации Виктора Астафьева, татарского поэта Рустема Кутуя и московской поэтессы Ларисы Васильевой вступает в Союз писателей СССР. Только после этого поэтесса Лира Абдуллина была зачислена кандидатом в Белгородскую писательскую организацию, но не дождалась утверждения в Москве, так как умерла 15 июня 1987 года от бронхиальной астмы в Старом Осколе. 

## Творчество
Стихотворения Лиры Абдуллиной были опубликованы в коллективных сборниках «69 параллель» (Красноярск, 1966) и «День поэзии» (Красноярск, 1967), в альманахе «Поэзия» (Москва, 1984), «Час России» (Москва, 1988), «Живое слово» (Москва, 1991), в журналах «Новый мир», «Юность», «Огонёк», «Дружба народов», «Енисей», «День и ночь», «Студенческий меридиан», «Подъём», «Литературное обозрение», в газетах Красноярского края, Башкирии, Татарии, Рязанской, Белгородской, Новосибирской областей.
Лира Абдуллина является также автором пяти поэтических книг — две из них изданы при жизни, остальные — после.
В 1990-м году — уже посмертно — в Железногорске выходит её книга избранных стихов «Стихотворения» (Красноярск, 1990) . Тексты стихотворений в этой книге опубликованы по рукописи, полученной издательством от В. Нешумова. Отдельные стихотворения из первой и второй части книги приведены по изданиям: Л. Абдуллина «Высоки снега» (Красноярск, 1972) и «Пока горит пресветлая звезда» (М.: Современник, 1986).
Затем — «Речка Белая» (Воронеж, 1991). В 2001 выходит ещё одна книга, сборник стихотворений «Живите долго» — в серии «Поэты свинцового века» (ИПК «Платина», Красноярск). Вступительную статью к этой книге написал Виктор Астафьев:
«…Но два её небольших сборника стихотворений, подборки стихов в „Новом мире“, в „Юности“, в „Дружбе народов“, в „Огоньке“, в „Смене“, в альманахах поэзии и газетах прошли почти незамеченными. Когда в литературе идёт постоянный „междусобойчик“, страдают от него более всего люди даровитые и скромные. Посредственность затем рубахи на себе и на других рвёт, изо всех наглых сил стремится возглавить „органы“, лезет в направлении морали, чтобы хоть как-то обратить на себя внимание. И это очень даже удаётся, в особенности во времена переменчивые, смутные, когда, не брезгуя ничем, тащат и тащат на белую бумагу тёмную бульварщину, потчуют ею всегда так падкую на сплетни российскую доверчивую публику. Если из каждой подворотни „моська лает на слона“, то пугливому разуму начинает казаться, что моська и в самом деле сильнее всех на свете…» (Виктор Астафьев. «Пока горит пресветлая звезда» : из вступления к книге Лиры Абдуллиной «Живите долго») Название вступительной статьи — не случайно. Именно так назывался второй и последний прижизненный сборник Лиры Абдуллиной.
На слова Л. Абдуллиной написано несколько песен композиторами А. Монасыповым, В. Берковским, Г. Дехтяровым, С. Зубковским, Ю. Ирдынеевым. Несколько песен исполняла Валентина Толкунова, одна из песен («А любовь-то лебедем…») вошла в «Песню года-1982». После смерти «полуопальной» поэтессы официальная литературная пресса и критика не особенно спешила с признанием поэта «вслух» — хотя бы посмертным.

## Память
- В 2002 году в Железногорске на доме № 63 по ул. Школьной, в котором в 1967—1969 гг. проживала поэтесса, установлена мемориальная доска[1].

- В 2017 году одной из библиотек Старооскольской Централизованной библиотечной системы присвоено мемориальное наименование «Модельная библиотека № 11 имени Лиры Султановны Абдуллиной»[2].

- 28 декабря 2021 года память Лиры Абдуллиной была увековечена - на доме №3А в старооскольском микрорайоне Весенний, где она проживала, была установлена памятная доска с её именем и именем супруга[3].

- Одной из улиц Старого Оскола, где похоронена Лира Абдуллина, присвоено её имя.
- Фестиваль «Оскольская Лира» назван в память о Лире Абдуллиной[4].

### Книги
1. Высоки снега: Стихи. — Красноярск: Кн. изд-во, 1972. — 43 с.: фот. — (Первая книга стихов. Встреча)
2. Пока горит пресветлая звезда: Стихотворения. — М.: Современник, 1986. — 96 с. — (Новинки «Современника»)
3. Стихотворения / Сост.: М. Мельниченко, Л. Семипудова, А. Михнов. — Красноярск, 1990. — 127 с.: фот.
4. Речка Белая: Книга стихотворений / Предисл. В. Белова; Худож. В. К. Лассон. — Воронеж: Центр. — Чернозём. кн. изд-во, 1991. — 132 с.
5. Живите долго: Стихотворения — Красноярск: ИПК «Платина» , 2001. — 160 с. — (Поэты свинцового века; Вып. 10).

### Публикации в сборниках и периодике

#### Стихи
6. «Как всхлип короткий, оборвалось детство…» // Юность. — 1963. — № 3. — С. 81: фот.
7. Слово о Норильске // Красноярский рабочий. — 1965. — 17 июля.
8. Дудинка; Сын рисует… // Комсомольская правда. — 1966. — 23 апр. — С. 3.
9. "Из тьмы ночей… "; "Отшумели белые метели… "; "Я всё мимо, мимо… "; "Я проснусь морозным утром… "; "То ли сон, то ли бред… " // Красноярский комсомолец. — 1966. — 13 нояб. — С. 3.
10. Мой город; Мальчишка // Енисей.- Красноярск, 1966. -№ 1. — С. 3-4.
11. Мой город // Красноярский рабочий. — 1966. — 7 янв. — С. 2.
12. Ранним утром // Красноярский рабочий. — 1966. — 20 нояб. — С. 3.
13.Сын рисует; Сыну; Дудинка // 69 параллель: Рассказы, стихи, очерки норильских литераторов. — Красноярск, 1966. — С. 32-33, 88-89.
14. «Теперь я знаю, как это бывает…» // Красноярский комсомолец. — 1966. — 5 дек. — С. 4.
15. «Это море — мне…»; «В притихшем доме…» // Красноярский комсомолец. — 1966. −11 дек. — С. 2.
16. «А в Дудинке ветры дуют…»; «Отшумели белые метели…»; «Что там с тобой творится без меня…»; "«Отвори, тайга, высоки снега…» // День поэзии / Сост.: Р. Солнцев, В. Назаров. — Красноярск, 1967. — С. 8-11: фот.
17. «Отвори, тайга…»; «Что там с тобой творится без меня…» // Красноярский комсомолец. — 1967. — 20 авг. — С. 4. — (Лукоморье).
18. «Глина красная вчера…»; «Ох, и глупая была…»; «Я по берегу, по круче…»; «Речью — дерзкая…»; «Ты учёную меня не учи…» // Енисей. — Красноярск, 1969. — № 2. — С. 105.
19. «Глина красная вчера…»; «Я проснусь морозным утром…»; «Горисполкому — исполать!»; «Что там с тобой творится без меня…»; «Утро вечера мудреней…» // Комсомольская правда. — 1969. — 19 марта. — С. 4.
20. «Пока ты спишь, пока метели дуют…»; «Отшумели белые метели…»; «Приучил меня к расставаниям…»; «Это море мне…»; «А мне бы не печалиться…» // Комсомольская правда. — 1969. — 30 дек.
21. Полярная ночь («Десять месяцев невпопад…»); «Теперь я знаю, как это бывает…»; «Говорят, беда лиха…» // Новый мир. — 1969. — № 9. — С. 96-97.
22. «Я по берегу, по круче…» // Огонёк. — 1969. — № 13. — С. 25.
23. «Беда неизбывна…» // Дружба народов. — 1983. — № 3. — С. 112.
24. Всех времён приметы // Советская Россия. — 1983. — 11 авг. — Содерж.: Осенний сонет; Выбор; «Воспой кувшин из глины…»; «Не зря мой путь звездою озарён…»; Душа живая.
25. «Горит звезда пресветлая…»; «Сын рисует синие машины…»; «Глина красная вчера…»; «Дитя моё, рождённое из глины…» // Ленинская смена. — Белгород, 1983. — 23 июля.
26. Научи ученика // Советская Россия. — 1983. — 19 марта.
27. «А в Дудинке ветры дуют…»; «В одной руке базарная кошёлка…»; «Утро вечера мудреней…»; «Осенний дождь так долго длился…» // Поэзия: Альманах / Ред. Н. Старшинов. — М., 1984. — Вып. 38. — С. 138—139.
28. Не оглядывайся, милый («Я по городу, по городу…») // Советская Россия. — 1984. — 8 марта.
29. Соловьиная месса // Неделя. — 1984. — № 13. — С. 13: фот.
30. Я над тобою поколдую («Пока ты спишь, пока метели дуют…») // Советская Россия. — 1985. — 1 янв.
31. «Не зная сомнений и страха…»; «Отшумели белые метели…»; «Приучил меня к расстояниям…»; «Дитя моё, рождённое из глины…»; «В притихшем доме…»; «И поднялась душа-подранок…»; «Я суеверна…»; «Я буду. Я есть…» // Красноярский комсомолец. — 1987. — 15 сент. — С. 3: фот.
32. «Никуда уже не деться…»; Новогоднее; Друзьям // Ленинская смена. — Белгород, 1987. — 8 янв.
33. Поэт // Белгородская правда. — 1987. — 10 февр.
34. Речка Белая: Поэма // Октябрьские зори. — Старый Оскол, 1987. — 17 янв.
35. И не стало брата у меня // Ленинская смена. — Белгород, 1988. — 3 дек.: фот.
36. Научи ученика // Час России: Антология одного стихотворения поэтов России / Сост.: В. Астафьев, Р. Солнцев. — М., 1988. — С. 79-81.
37. Рябина // Октябрьские зори. — Старый Оскол, 1988. — 15 июня.
38. «Горит звезда пресветлая в веках…»; «Говорят, беда лиха…»; «Какая жизнь была смешная…»; «Утро вечера мудреней…»; «Как омут смыкается дрема…»; «Было зябко и морозно…»; «Взмах и взлёт? Миф нелеп…»; «Знавала и я этот жар…»; «За всё слезами платит женщина…»; «Безрассудная пчела…» // Красноярский комсомолец. — 1989. — 11 февр.
39. И не стало брата у меня; «Отшумели белые метели…»; «Приучил меня к расстояниям…»; «Тяжесть тела — такая обуза…» // Студенческий меридиан. — 1989. — № 5. — С. 41-42.
40. Из последней книги // Литературное обозрение. — 1989. — № 6. — С. 65-66. — Содерж.: «Безрассудная пчела…»; «Утро вечера мудреней…»; «Говорят, беда лиха…»; «Какая жизнь была смешная…»; «Было зябко и морозно…».
41. «Из тьмы ночей…»; «Утро вечера мудреней…»; «Пока ты спишь…»; «Горит звезда пресветлая в веках…»; К музе; Колыбельная; «Горисполкому — исполать!..»; Этот мир; И не стало брата у меня; «Десять месяцев невпопад…»; «Теперь я знаю, как это бывает…»; «Прогорклый дух больниц…» // Бредень. — Красноярск-26, 1990. — № 2. — С. 1-2: фот.
42. «Пока ты спишь…»; «Утро вечера мудреней…»; «Не боюсь ни жизни и ни смерти…»; «Этот мир…»; «Прогорклый дух больниц…» // Красноярский комсомолец. — 1990. — 18 сент.
43. «Прогорклый дух больниц…»; «Не боюсь ни жизни и ни смерти…»; «Горисполкому — исполать!..»; «Расступился чёрный ельник…»; К Музе / Публ. А. Михнова // Сибирская газета. — Новосибирск, 1990. — 29 окт. — 4 нояб. (№ 38). — С. 9.
44. Триптих; В. П. Астафьеву; «Встану я к судьбе лицом…» // Слово о бойце: Стихи невоевавших — о войне. — Воронеж, 1990. — С. 6-8.
45. Длинное лето // Октябрьские зори. — Старый Оскол, 1991. — 15 июня. — С. 4: фот. — Содерж.: «А я всегда была ничья…»; «И вот за всё теперь расплата…»; «С ума сойти! Такого лета…»; «Я и ты — что же это такое?..»
46. [Стихотворения] // Живое слово: Сборник стихотворений / Сост. С. Мнацаканян. — М. , 1991. — С. 522—572: фот.
```
В сборник включены 49 стихотворений Л. Абдуллиной
```

47. «В редакции столицы…»; «Что пользы иволгу учить…»; «Поставить, что ли, свечку…»; Песня («Кто заплачет обо мне…») // Антология современной литературы Белгородчины. — Белгород, 1993. — С. 137—139. — Об авт.: с. 137.
48. «Говорят: беда лиха…»; «Безрассудная пчела…»; «Я буду. Я есть…»; «Всё, что звали мы любовью…» // Девятка. — Красноярск-26, 1994. — Авг. (№ 30). — С. 3.
49. Из «Соловьиной мессы» // День и ночь. — Красноярск, 1994. — № 1. — С. 115. — Содерж.: «О, Матерь-природа…»
50. «Я буду. Я есть. Если скажут — была…»; «Горит звезда пресветлая в веках…»; «Что пользы иволгу учить…» // МОСТ. — 1994. — № 8. — С. 14.
51. «И поднялась душа-подранок…» // Подъём. — Воронеж, 1995. — № 5/6. — С. 201.
52. «Понапутала, наворочала…»; «Что там с тобой творится без меня?..»; «Утро вечера мудреней…»; «Пока ты спишь…»; «Приучил меня к расстояниям…»; «Говорят: беда лиха…»; «Теперь я знаю, как это бывает…»; «Не ведаю сама, чего творю…» // Зори. — Старый Оскол, 1997. — 14 июня. — С. 4: фот.
53. «Это море мне…» // День и ночь. — Красноярск, 1997. — № 4. — С. 46.
54. «Кто заплачет обо мне…» / Вступ. ст. Н. Алтуниной // Город и горожане. — Железногорск, 1999. — 21 янв. — С. 27.
55. Научи ученика // Антология поэзии закрытых городов. — Железногорск, 1999. — С. 11.
56. К Музе; «Ах, из огня да прямо в полымя…»; «Напасть! Нашествие! Набег!..»; «Беда неизбывна…»; «Горит звезда пресветлая в веках…» // Белгородские известия. — 2000. — 5 февр. — С. 7.
57. «Всё сбылось. Любая малость…»; «Я суеверна. Близкие поймут…»; «Безрассудная пчела…» // Газета НПО ПМ. — Железногорск, 2001. — Авг. (№ 5). — С. 4.
58. Всё это пребудет со мною // День и ночь. — Красноярск, 2001. — № 9-10. — С. 84: фот. — Содерж.: «Не понукай себя, мой друг…»
59. «Говорили — разлюби…»: Отр. из стих. «Говорят, беда лиха…» // День и ночь. — Красноярск, 2001. — № 1-2. — С. 627. — (Знаменитые строки Сибири).
60. «Горит звезда пресветлая в веках…»; Печаль; «Кто заплачет обо мне…» // Избранное Красноярской поэзии XX века. — Красноярск, 2001. — С. 5: фот.
61. «За всё слезами платит женщина…»: Отр. из стих. // День и ночь. — Красноярск, 2001. — № 1-2. — С. 526. — (Знаменитые строки Сибири).
62. Из сборника стихов Лиры Абдуллиной // Город и горожане. — Железногорск, 2001. — 12 июля. — С. 23: фот. — Содерж.: «А я всегда была ничья…»; «С ума сойти! Такого лета…»; «Я горела без огня…»; «Мой друг рисует мой портрет…»
63. Соловьиная месса // День и ночь. — Красноярск, 2001. — № 1-2. — С. 70. — Содерж.: «О, Матерь-природа…» Архивная копия от 3 июля 2019 на Wayback Machine
64. «Теперь я знаю, как это бывает…»: Отр. из стих. // День и ночь. — Красноярск, 2001. — № 1-2. — С. 639. — (Знаменитые строки Сибири).
65. «Утро вечера мудреней…» : Отр. из стих. // День и ночь. — Красноярск, 2001. — № 1-2. — С. 118. — (Знаменитые строки Сибири).
66. «Это море мне…» // День и ночь. — Красноярск, 2001. — № 1-2. — С. 387.
67. «И поднялась душа-подранок…» // День и ночь. — Красноярск, 2002. — № 3-4. — С. 89.

#### Тексты песен
68. «Это море мне — милость царская…»; «А мне бы не печалиться по милому дружку…» / Муз. Г. Дехтярова // Сибирь, Сибирь — краса России: Сб. песен сиб. композиторов. — Новосибирск, 1973.
69. Говорят, беда лиха / Муз. А. Монасыпова // Песня 80: Январь.- М., 1980. — С. 10-13.
70. Колыбельная ("На груди баюкаю детоньку мою… ") / Муз. А. Монасыпова // Песня — 81: Июль. — М., 1981.
71. Я по берегу, по круче / Муз. А. Монасыпова // Поём и танцуем: Вып. 76. — М., 1981.
72. Помни ("Кто заплачет обо мне… ") / Муз. А. Монасыпова // Песня 82: Вып. 8. — М., 1982. — С. 27-32.
73. Родные небеса ("Родные небеса прекрасны и бездонны… ") / Муз. А. Монасыпова // Песня-82: Вып. 4. -М., 1982. — С. 5-10.
74. А любовь-то лебедем / Муз. А. Монасыпова // Песни радио, кино и телевидения: Вып. 55. -М., 1983. — С. 13-20.
75. А любовь-то лебедем / Муз. А. Монасыпова // Песня — 83: Вып. 4. -М., 1983. — С. 29-36.
76. А любовь-то лебедем / Муз. А. Монасыпова // Притяженье земли / Сост. Г. В. Булгакова. — М., 1983. — С. 116—125 — (Б-чка «В помощь художественной самодеятельности»; № 17).
77. Летели птицы / Муз. А. Монасыпова // Репертуар самодеятельного хора: Вып. 20. — М., 1983. С. 42-43.
78. Пока ты спишь / Муз. А. Монасыпова // Поющие гитары: Вып. 27. М., 1983. — С. 10-13.
79. А любовь-то лебедем / Муз. А. Монасыпова // До-ре-ми-фа-соль: Песни радиообозрения: Вып. 12 / Сост. Гаджикасимов О. Ю.о. — М., 1984. — С. 22-29.
80. А любовь-то лебедем / Муз. А. Монасыпова // Фотографии любимых: Песенник. — М., 1984.
81. Пока ты спишь / Муз. А. Монасыпова // Судьба моя: Лирические песни. — М., 1984. — С. 35-40.
82. А любовь-то лебедем; Колыбельная; Добрая песня; Помни обо мне; Говорят — беда лиха / Муз. А. Монасыпова // Монасыпов А. З. А любовь-то лебедем: Песни. — М., 1985. С. 3-9; 15-22; 29-36; 48-52; 60-64.
83. Пока ты спишь / Муз. А. Монасыпова // Песни радио, кино и телевидения: Вып. 79. -М., 1988. — С.7-13.
84. Три дороженьки / Муз. А. Монасыпова // Песни композиторов России: Вып. 1. — М., 1988.
85. Три дороженьки / Муз. А. Монасыпова // Популярный справочник-песенник. — М., 1989.
86. Три дороженьки / Муз. А. Монасыпова // Популярный справочник-песенник. — 2-е изд. — М., 1989.
87. Три дороженьки / Муз. А. Монасыпова // Популярный справочник-песенник. — 3-е изд. — М., 1989.
88. Что там с тобой / Муз. А. Монасыпова // Счастливая весна: Лирические песни. — М., 1989. — С. 75-80.
89. Не покидай меня, любовь ("Такая долгая зима… ") / Муз. А. Монасыпова // Песня — 90: Вып. 7. — М., 1990. — С. 21-24.
90. Я не верила («Высоко ли до небес — не заглядывала!..») / Муз. Ю. Ирдынеева // Песни композиторов России: Вып. 3. Композиторы Бурятии. — М., 1991. — С. 36-40.
91. Три дороженьки / Муз. А. Монасыпова // Популярный справочник-песенник. — 4-е изд. — М., 1991 — С. 90-91.
92. Полярная ночь ("Десять месяцев невпопад… ") / Муз. В. Берковского // Берковский В. С. Сто песен Виктора Берковского. — М., 1995.

#### Публицистика
93. Абдуллина Л. Пятьдесят откровений: [О художнике из Старого Оскола И. Н. Хегае] // Белгородская правда. — 1985. — 28 дек.

### Книжные публикации
- Таймыр — 2006 : календарь памятных дат / Упр. культуры адм. Таймыр. авт. округа, Таймыр. окруж. б-ка, Информ.-библиогр. отд. — Дудинка : [б. и.], 2006. — 109 с.
- Литераторы Таймыра : биобиблиографический справочник / Отд. культуры Адм. гор. поселения Дудинка, Центр. б-ка МУК «Дудинская ЦБС». — Дудинка : [Дудинская ЦБС], 2006. — 195 с.
- Русская сибирская поэзия. Антология, XX век / [авт. и рук. проекта Б. В. Бурмистров; ред.-сост. В. М. Баянов, Б. В. Бурминстров, С. Л. Донбай]. — Кемерово : [Союз писателей Кузбасса], 2008. — 479 с., [6] л. ил. с.
- Литераторы Норильска : библиографический справочник / [редкол.: Т. Н. Гришаева и др. ; сост. Н. В. Рязанцева и др.]. — Норильск : АПЕКС, 2009. — 159 с.
- Город. История. Люди : [историко-литературный сборник / идея: А. Поливин; редкол.: И. Землянская и др.]. — Красноярск : Восьмой день, 2010 — . Т. 1 / ; ред. И. И. Землянская. — 2010. — 175, [1] с. Из содержания:
- Избранное Красноярской поэзии XX века. — Красноярск : Буква, 2001. — 287 с.
- О времени, о Норильске, о себе… : воспоминания / [ред.-сост. Г. И. Касабова]. — Москва : ПолиМЕдиа, 2001 — . [Кн. 10]. — 2008. — 589, [2] с., [8] л. цв. ил. с. Из содержания:
- Писатели Красноярского края : библиографический указатель. — Красноярск : [б. и.], 1994 — . Т. 1 / Гос. универс. науч. б-ка Краснояр. края. — [1994]. — 339 с.
- Поэты на берегах Енисея, XVIII—XXI вв. : антология одного стихотворения / ред.-сост. С. Кузичкин. — Красноярск : [б. и.], 2014. — 245, [3] с.
- Антология поэзии закрытых городов Росатома : [двухсотлетию со дня рождения М. Ю. Лермонтова посвящается / гл. ред.: Виктор Кельх; предисл.: Игорь Конышев]. — Заречный : [б. и.] ; Пенза : ИП Тугушев С. Ю., 2011. — 352 с.

### В периодике
- Дьякова Т. Памяти поэтессы // Подъём. — 1988. — N° 3 — С. 143—144.
- Сахно Н. «Отшумели белые метели» : [10 лет со дня смерти норильской поэтессы Лиры Абдуллиной] / Н. Сахно. — Текст : непосредственный // Заполярный вестник. — 1997. — 24 сентября
- Алтунина, Наталья Евгеньевна. Живите долго / Наталья Алтунина. — Текст : непосредственный // Город и горожане. — 2002. — 20 июня № 48. — С. 22
- Русаков, Эдуард Иванович. «Друзья, не плачьте обо мне…» : [памяти Лиры Абдуллиной] / Эдуард Русаков. — Текст : непосредственный // Красноярский рабочий. — 2002. — 20 июня. — С. 6
- Березовский, Николай. «Друзья, не плачьте обо мне…» : [рецензия] / Н. Березовский. — Текст : непосредственный // Сибирские огни. — 2002. — № 2. — С. 218—219
- Наумова, Елена. Вспомним и поздравим : [о памятных датах города Железногорска Красноярского края] / Е. Наумова. — Текст : непосредственный // Город и горожане : городская общественно-политическая газета. — Железногорск, город (Красноярский край) : Администрация ЗАТО г. Железногорск, 2015. — № 77, 30 декабря. — С. 34-35
- Знак, Ирина. «А жизнь — это отрезок пути от первой строки до последней…»: о творчестве поэтессы Лиры Абдуллиной : [жившей и работавшей в Красноярском крае] / И. Знак. — Текст : непосредственный // Этно-Мир на Енисее. Семья народов Красноярского края : альманах. — Красноярск : Редакция альманаха «Этно-Мир», 2018. — № 17. — С. 112—119